# 巴基斯坦独立日
巴基斯坦獨立日（英文：Yom-e-Istiqlal、烏爾都語: یوم استقلال) 是巴基斯坦的國家假期，定於每年的8月14日。
該日為紀念巴基斯坦於1947年的8月14日（星期四）中午12時宣佈從英國長期控制的印度帝國中獨立，改成英聯邦的自治領，正式脫離英國管轄。